# Kurrent

Alfabeto em escrita kurrent, ca. 1865. A penúltima linha mostra os umlauts ä, ö e ü e as correspondentes maiúsculas Ae, Oe e Ue, e a última linhas as ligaduras ch, ck, th, sch, sz e st.

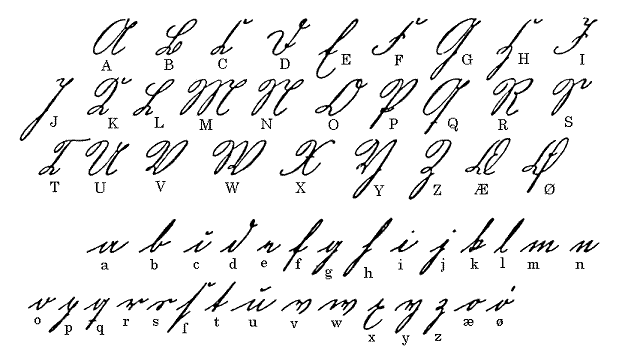
Escrita kurrent dinamarquesa (»gotisk skrift«), ca. 1800, com Æ e Ø no fim do alfabeto

Kurrent é uma antiga forma manuscrita da língua alemã, baseada em uma primitiva escrita cursiva medieval, também conhecida como  Kurrentschrift ou Alte Deutsche Schrift ("escrita alemã antiga").

## Exemplos de fontes

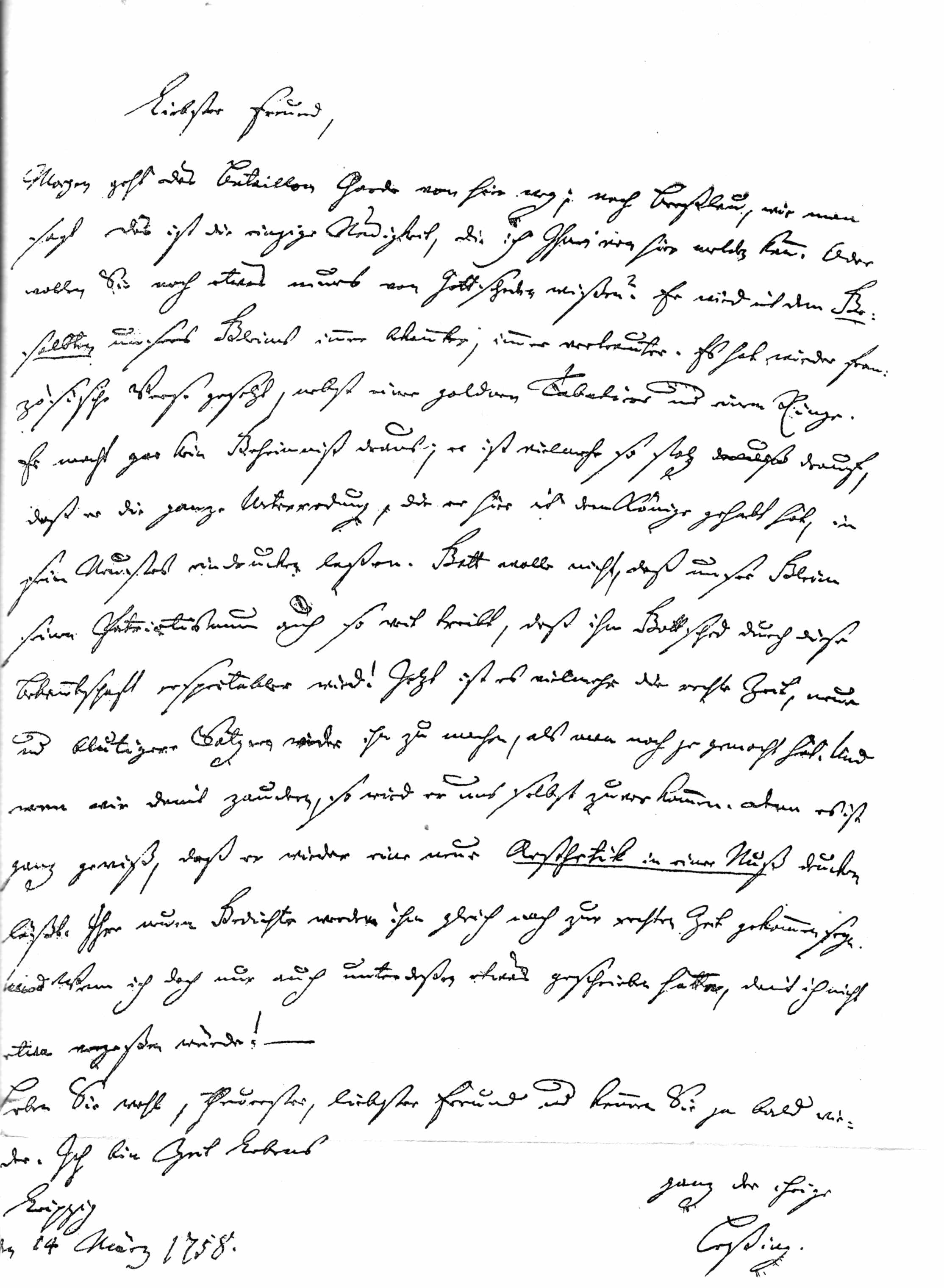
Carta de Lessing para Kleist, 14 de março de 1758
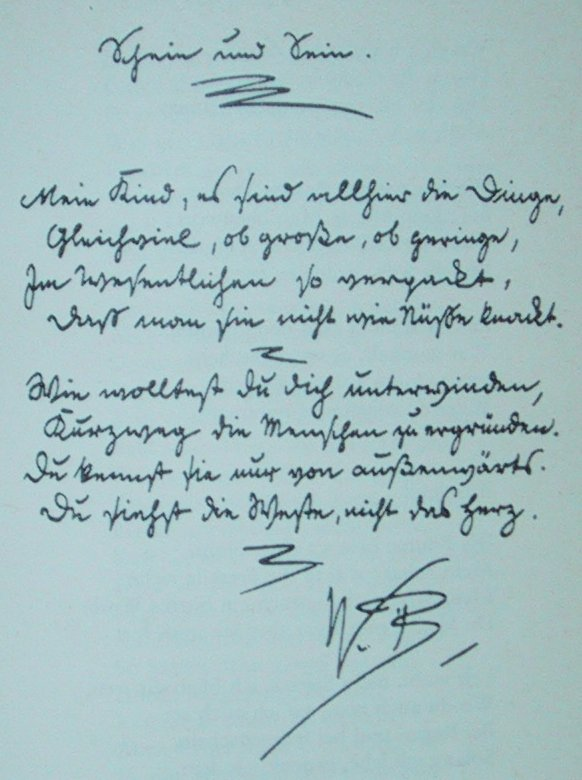
Manuscrito de Wilhelm Busch (sem data, final do século XIX)
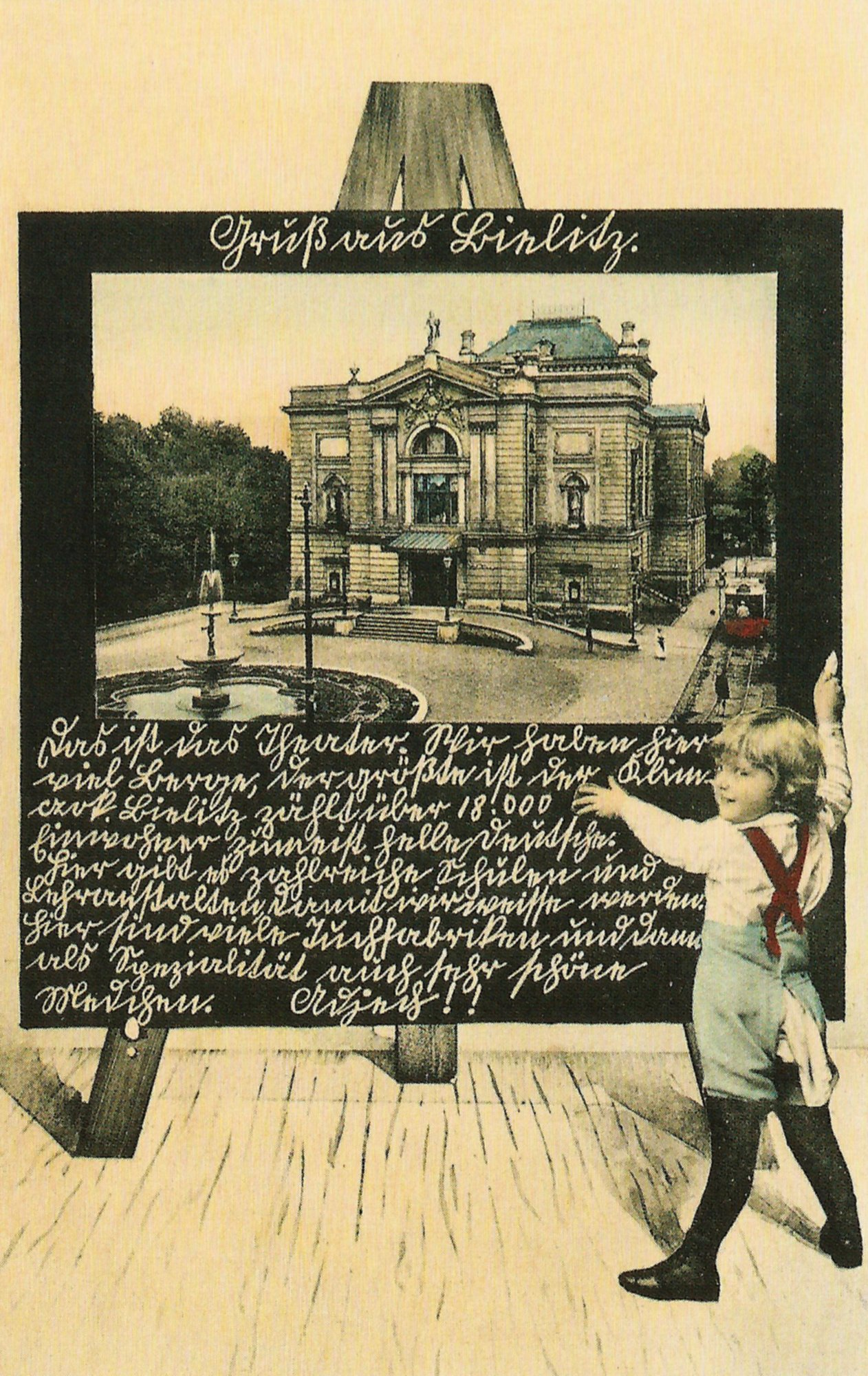
Exemplo de um livro publicado em 1905
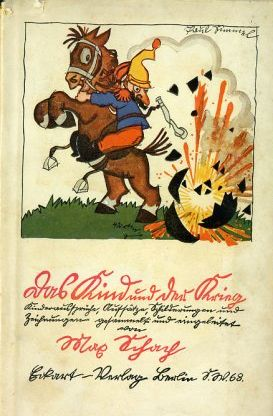
Escrita Kurrent em um livro infantil de 1916
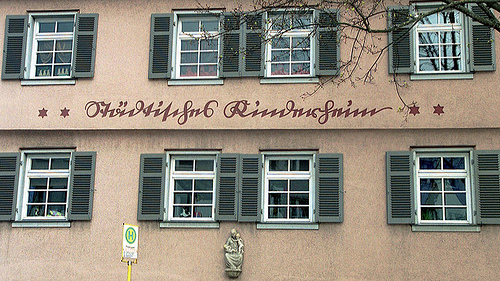
Kurrent em um abrigo de monores em Esslingen em 2006
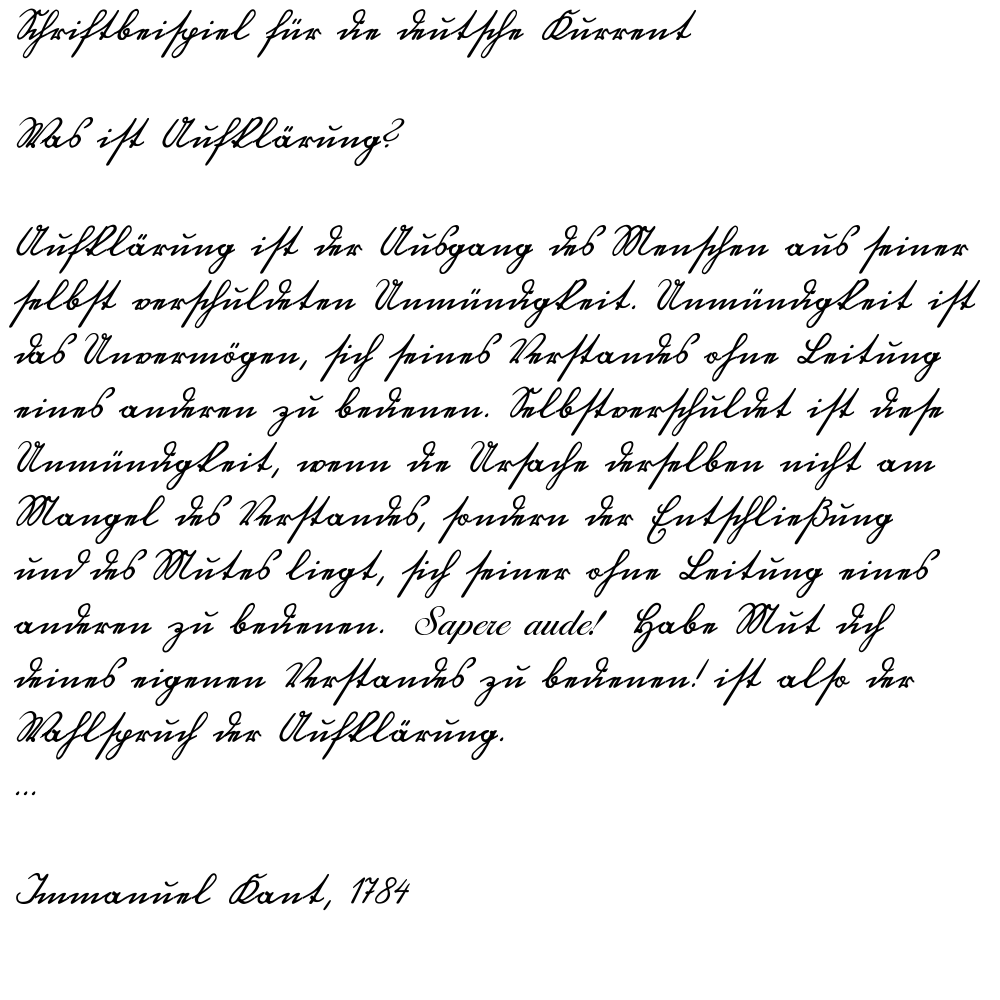
Versão em fonte de computador(texto de O que é o Iluminismo? de Immanuel Kant)